# Brigitte-Gedek-Wissenschaftspreis
Die deutsche Gesellschaft für Mykotoxinforschung verleiht den Brigitte Gedek-Wissenschaftspreis etwa alle zwei Jahre an herausragende Wissenschaftler, die bedeutende Leistungen auf dem Gebiet der Mykotoxinforschung erbracht haben. Über die Verleihung entscheidet ein Preiskuratorium. Der Preis wurde erstmals im Jahr 2000 vergeben, die Preisvergabe erfolgt zweijährlich. Der Brigitte-Gedek-Wissenschaftspreis ist (Stand 2023) mit 10.000 Euro dotiert.
Namensgeberin des Preises ist die Mikrobiologin Brigitte Gedek (1928–2025).

## Preisträger
- 2000 Michael Gekle
- 2002 Eckhardt Johanning und Uwe Lauber
- 2004 Kristian Fog Nielsen und Karsten Meyer
- 2006 Franz Berthiller
- 2008 Markus Schmidt-Heydt und Wageha Awad
- 2010 Tobias Polte
- 2014 Madeleine Groß und Annie Pfohl-Leszkowicz
- 2016 Friederike Mayer-Wolfarth
- 2018 Ludwig Niessen und Ricardo Assunção
- 2020/21 Benedikt Warth und Annika Jagels
- 2023 Chibundu Ngozi Ezekiel